# Hnaberd (Aragatsotn)
Hnaberd (in armeno Հնաբերդ?, anche chiamato Khnaberd; precedentemente Kyrkhdagirman/Kirkhdagirman) è un comune dell'Armenia di 1 987 abitanti (2010) della provincia di Aragatsotn.